# د ویکند
ایبل مکنن تسفی (به انگلیسی: Abel Makkonen Tesfaye) (زاده ۱۶ فوریه ۱۹۹۰) که بیشتر با نام هنری د ویکند (به انگلیسی: The Weeknd) شناخته شده است خواننده، ترانه‌سرا و آهنگساز کانادایی است. تسفی در هفدهم اگوست ۲۰۰۹ اولین آهنگ خود را با نام do it در کانال abel official منتشر کرد و بعد از آن در اواخر سال ۲۰۱۰ به صورت ناشناس چند آهنگ را در یوتیوب تحت نام «د ویکند» بارگذاری کرد. او سه میکس‌تیپ را با نام‌های: خانه بادکنک‌ها، پنجشنبه و پژواک سکوت تا سال ۲۰۱۱ منتشر کرد که توسط منتقدان مورد تحسین قرار گرفت. در همان سال آلبوم تلفیقی سه‌گانه را منتشر کرد که سی قطعه شامل ریمسترهایی از میکس‌تیپ‌ها و سه آهنگ اضافی بود. ناشران آن ریپابلیک رکوردز و ناشر موسیقی تحت مدیریت خودش، ایکس‌او بودند.
سومین آلبوم او، زیبایی پشت دیوانگی که به اولین آلبوم شماره یک او در بیلبورد ۲۰۰ تبدیل شد شامل سه آهنگ برتر بود: تک‌آهنگ "این رو به دست آوردی" و تک‌آهنگ‌های شماره یک "تپه‌ها" و "صورتم را نمی‌توانم حس کنم" که آهنگ‌ها با هم سه مکان بالای جدول آهنگ‌های داغ آراندبی بیلبورد را تصاحب کردند و او را به اولین هنرمندی تبدیل کردند که توانسته در طول تاریخ به همچین موفقیتی دست پیدا کند. د ویکند تاکنون سه بار برنده جایزه گرمی و یک بار نامزد جایزه اسکار شده است.
تسفی بیش از ۷۵ میلیون نسخه آلبوم به فروش رسانده است و به یکی از پرفروش‌ترین هنرمندان موسیقی جهان تبدیل شده است. نام او در فهرست تایم به عنوان یکی از تأثیرگذارترین افراد جهان در سال ۲۰۲۰ قرار گرفت و در سال ۲۰۲۳ از سوی رکوردهای جهانی گینس «محبوب‌ترین هنرمند جهان» نامیده شد. او که مدافع برابری نژادی و امنیت غذایی است، در سال ۲۰۲۱ به سمت سفیر حسن نیت برنامه جهانی غذا گماشته شد. افتخارات او شامل چهار جایزه گرمی، ۲۰ جایزه موسیقی بیلبورد، شش جایزه موسیقی آمریکا، سه جایزه موسیقی ویدئویی ام‌تی‌وی و نامزدی برای دریافت یک جایزه اسکار و یک جایزه امی پرایم‌تایم می‌شود.

## سال‌های آغازین زندگی
ایبل مکنن تسفی در ۱۶ فوریه ۱۹۹۰ در اسکاربرو، انتاریو، تورنتو متولد شد. او تنها فرزند ماک‌کونن و سمرا تسفی که مهاجرانی اتیوپیایی به کانادا در دهه ۱۹۸۰ بودند است. او در اسکاربورو که یک محله چندملیتی با فرهنگ‌های متنوع بود بزرگ شد. در دوران جوانی، مادر او جهت تکمیل هزینه‌های خانواده مجبور به انجام دادن چندین کار که معمولاً پرستاری و پذیرایی و همچنین حضور در مدرسه شبانه است می‌شود. بعداً پدر او خانواده را رها کرد و و باعث شد مادربزرگ مادری او از او و در حالی که جوان بود مراقبت کند. این اتفاق باعث شد تا او به مانند تسلط بر زبان نخست مسلط به زبان امهری با زبان‌های سامی شود. همچنین مادربزرگ وی او را به کلیسای ارتدکس توحیدی اتیوپی می‌برد.
ایبل در ۱۱ سالگی شروع به کشیدن ماری‌جوآنا کرد و بعداً رو به مواد مخدر قوی آورد. او در دبیرستان Samuel Hearn تحصیل کرده و سپس به West Hill Collegiate Institute می‌رود. در زمان بزرگ شدن او به آهنگ‌هایی با سبک‌های مختلف گوش می‌داده از جمله سول، quiet storm، هیپ هاپ، funk ،indie rock و post-punk.

### سه گانه و سرزمین بوسه ۲۰۰۹-۲۰۱۴
در اوت سال ۲۰۰۹، تسفی شروع به انتشار موسیقی‌های خود به صورت ناشناس در یوتیوب کرد.
سال بعد، در یکی از مهمانی‌ها با جرمی رز، تهیه‌کننده‌ای با استعداد، آشنا شد. رز پس از شنیدن اجرای بداهه‌ی تسفی بر روی یک آهنگ بی‌کلام، از او دعوت کرد تا روی یک پروژه‌ی آراندبی با فضایی تاریک همکاری کنند.
آن‌ها چندین آهنگ با یکدیگر خلق کردند، اما به دلیل اختلافات هنری راهشان از هم جدا شد. با این حال، توافق کردند که تسفی اجازه داشته باشد از موسیقی‌هایی که ساخته بودند استفاده کند، به شرط آن که رز به‌ عنوان تهیه‌کننده در این آثار معرفی شود.
در دسامبر سال ۲۰۱۰، تسفی آهنگ‌های "What You Need"، "Loft Music" و "The Morning" را با نام کاربری "xoxxxoooxo" در یوتیوب منتشر کرد.
در ابتدا، هویت او همچنان ناشناس باقی ماند. این آهنگ‌ها به‌سرعت توجه بسیاری را در فضای آنلاین به خود جلب کردند و بعدها در پستی از وبلاگ رپر معروف، دریک، مورد تقدیر قرار گرفتند.
به دنبال این اتفاق، رسانه‌هایی همچون Pitchfork و نیویورک تایمز نیز این آثار را پوشش دادند و تسفی را به عنوان یک استعداد نوظهور معرفی کردند.
در سال ۲۰۱۱، تسفی با مدیران موسیقی، واسیم "سل" اسلیبی و امیر "کش" اسماعیلیان آشنا شد. او به همراه این دو و تیلور، لیبل موسیقی XO را بنیان‌گذاری کرد.
در تاریخ ۲۱ مارس، تسفی اولین میکس‌تیپ خود به نام House of Balloons را منتشر کرد که شامل تهیه‌کنندگی ایلانجلو و داک مک‌کینی بود. این میکس‌تیپ همچنین شامل آهنگ‌هایی بود که توسط رز ساخته شده بودند، اما نام او در قسمت تهیه‌کنندگان ذکر نشد.
House of Balloons به‌عنوان یکی از ده نامزد نهایی جایزه 
موسیقی پولاریس در سال ۲۰۱۱ انتخاب شد.
تسفی در ماه مه ۲۰۱۱ همکاری با دریک را آغاز کرد و در نهایت توانست جایگاهی در فستیوال OVO او در تاریخ ۳۱ ژوئیه به دست آورد.
در ژوئیه همان سال، تسفی اولین اجرای زنده خود را در Mod Club Theatre تورنتو برگزار کرد. او همچنین در کنسرت‌ هایی که توسط انجمن دانشجویان سیاه‌پوست دانشگاه تورنتو برگزار می‌شد، شرکت کرد.
در تاریخ ۱۸ اوت، تسفی دومین میکس‌تیپ خود به نام Thursday را منتشر کرد که نقدهای عمدتاً مثبتی دریافت کرد.
تسفی در چهار آهنگ از دومین آلبوم استودیویی دریک به نام Take Care که در ۱۵ نوامبر منتشر شد، به‌عنوان ترانه‌سرا، تهیه‌کننده و هنرمند مهمان در آهنگ هفتم آلبوم، Crew Love، مشارکت داشت.
او سومین میکس‌تیپ خود به نام Echoes of Silence را در تاریخ ۲۱ دسامبر منتشر کرد. این اثر در فهرست نامزدهای اولیه جایزه موسیقی پولاریس ۲۰۱۲ قرار گرفت.

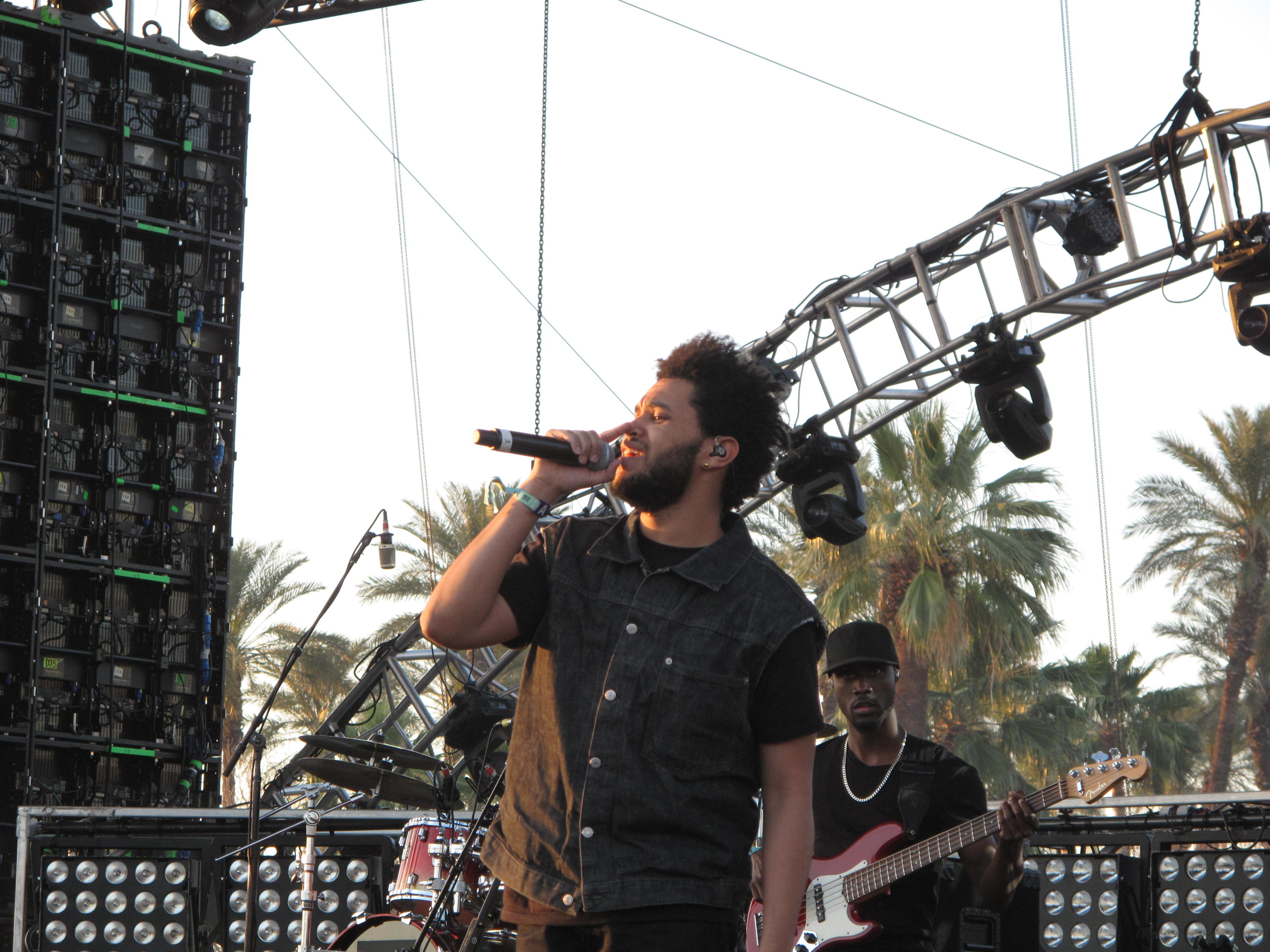
تسفی در حال اجرا در جشنواره موسیقی و هنرها کوچلا ولی در سال ۲۰۱۲

در آوریل ۲۰۱۲، تسفی اجراهای بیشتری را آغاز کرد، از جمله در فستیوال Coachella و دو اجرای کاملاً پرفروش در سالن Bowery Ballroom در نیویورک.
او همچنین در فستیوال‌های مختلف اروپایی از جمله Primavera Sound در اسپانیا و پرتغال و Wireless Festival در بریتانیا به اجرا پرداخت.
در سپتامبر همان سال، تسفی با Republic Records قرارداد امضا کرد و لیبل XO به‌عنوان زیرمجموعه‌ای از این شرکت پذیرفته شد.
در همان ماه، تسفی اولین تور کنسرت خود به نام Fall Tour را آغاز کرد که شامل اجراهای اصلی او و همچنین اجرای افتتاحیه برای گروه انگلیسی Florence and the Machine بود. این تور از سپتامبر تا نوامبر ۲۰۱۲ در آمریکای شمالی برگزار شد.
در ۱۳ نوامبر ۲۰۱۲، تسفی آلبوم Trilogy را منتشر کرد، که شامل نسخه‌های بازترکیب و بازسازی شده میکس‌تیپ‌های ۲۰۱۱ او به همراه سه آهنگ جدید بود.
این آلبوم در اولین هفته انتشار خود در رتبه چهارم جدول بیلبورد ۲۰۰ ایالات متحده قرار گرفت و ۸۶,۰۰۰ نسخه فروش داشت. همچنین این آلبوم از طرف انجمن صنعت ضبط موسیقی آمریکا (RIAA) به عنوان پلاتین و از طرف Music Canada به عنوان دو برابر پلاتین گواهی دریافت کرد.
Trilogy همچنین تسفی را برای جایزه نظرسنجی Sound of 2013 
از طرف BBC نامزد کرد.

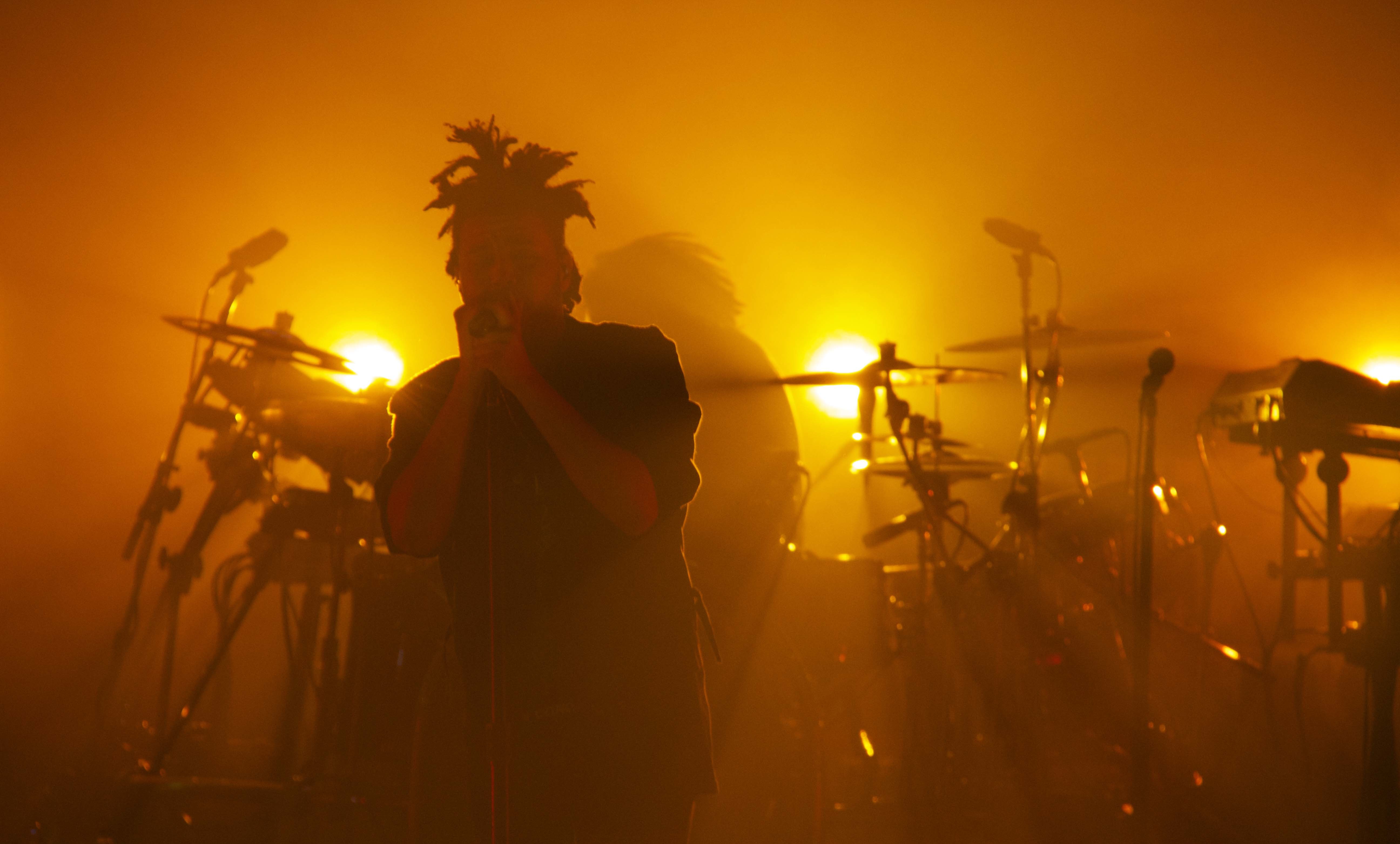
تسفی در حال اجرا در ماسی هال در اکتبر ۲۰۱۳

در ۱۷ مه ۲۰۱۳، تسفی آهنگ اصلی آلبوم استودیویی debut خود به نام Kiss Land را منتشر کرد و تاریخ انتشار آلبوم را ۱۰ سپتامبر اعلام کرد.
با انتشار آلبوم، این اثر در جایگاه دوم جدول بیلبورد ۲۰۰ قرار گرفت و با فروش ۹۶,۰۰۰ نسخه وارد بازار شد و نقدهای مثبت عمومی از سوی منتقدان موسیقی دریافت کرد.
تسفی همچنین با برگزاری یک تور پاییزی در آمریکای شمالی و انگلستان از سپتامبر تا نوامبر ۲۰۱۳، آلبوم را بیشتر معرفی کرد.
بین ۶ تا ۱۳ نوامبر، او به‌عنوان هنرمند افتتاحیه در تور جهانی The 20/20 Experience جاستین تیمبرلیک حضور داشت.
علاوه بر این، تسفی دو آهنگ به نام‌های "Devil May Cry" و آهنگ دوم از آلبوم موسیقی فیلم The Hunger Games: Catching Fire، با همکاری سیا و دیپلو، به نام Elastic Heart را به این اثر افزود.
در فوریه ۲۰۱۴، تسفی ریمیکسی از آهنگ "Drunk in Love" بیانسه از آلبوم استودیویی خود را منتشر کرد و همچنین ریمیکسی از آهنگ "Or Nah" تای دلا ساین را هم ارائه داد.
او در ژوئن ۲۰۱۴ تور King of the Fall را اعلام کرد، که یک تور ۴ شهری در آمریکای شمالی بود و در سپتامبر و اکتبر برگزار شد. این تور با حمایت Schoolboy Q و Jhené Aiko همراه بود.
برای تبلیغ تور، تسفی در ژوئیه همان سال آهنگ‌های "King of the Fall" و "Often" را منتشر کرد.
در ۲۵ اوت، تسفی در آهنگ "Love Me Harder" از آلبوم دوم آریانا گرانده به نام My Everything با او همکاری کرد. این آهنگ بعدها در ۳۰ سپتامبر به‌عنوان چهارمین تک‌آهنگ از آلبوم منتشر شد و در رتبه هفتم جدول بیلبورد هات ۱۰۰ قرار گرفت.
در ۲۳ دسامبر، تسفی آهنگ "Earned It" را از موسیقی متن فیلم Fifty Shades of Grey (۲۰۱۵) منتشر کرد. این تک‌آهنگ که در رتبه سوم بیلبورد هات ۱۰۰ قرار گرفت، اولین نامزدی تسفی را برای دریافت جایزه اسکار به‌عنوان بهترین آهنگ اصلی به ارمغان آورد.
آهنگ Earned It جایزه بهترین اجرای آراندبی را کسب کرد و برای جایزه بهترین آهنگ آراندبی و بهترین آهنگ نوشته‌شده برای رسانه‌های تصویری در ۵۸ امین مراسم جوایز گرمی نامزد جایزه شد.

### زیبایی پشت دیوانگی ۲۰۱۵-۲۰۱۶
در ۲۷ مه ۲۰۱۵، تسفی دومین تک‌آهنگ از آلبوم Beauty Behind the Madness به نام "The Hills" را منتشر کرد.
این تک‌آهنگ در رتبه بیستم جدول بیلبورد هات ۱۰۰ قرار گرفت و سپس به رتبه اول رسید، که دومین تک‌آهنگ شماره یک تسفی شد، بعد از "Can't Feel My Face" که پیش از آن به رتبه اول رسیده بود.
در ژوئن ۲۰۱۹، "The Hills" توسط RIAA به عنوان رکورد الماس گواهی شد، که اولین رکورد الماس تسفی بود.   

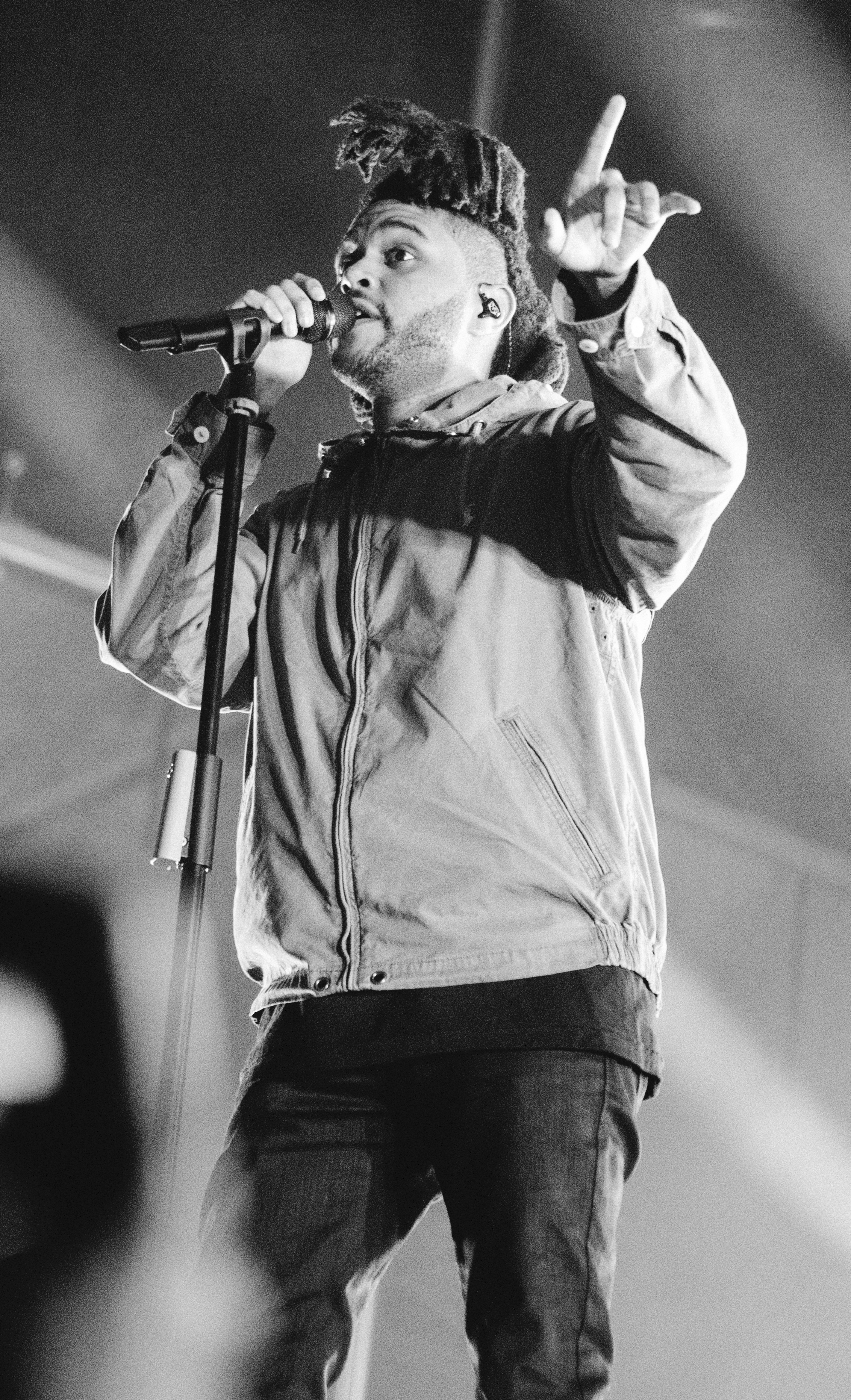
تسفی در حال اجرا، سال ۲۰۱۵

در ژوئن ۲۰۱۵، پس از برنده شدن جایزه Centric در جوایز BET، تسفی آهنگ "Earned It" را با آلیشیا کیز اجرا کرد.
در ۸ ژوئن، او آهنگ "Can't Feel My Face" را به‌عنوان سومین تک‌آهنگ از آلبوم خود منتشر کرد. این آهنگ پیش‌تر در مه لو رفته بود، اما پس از اجرایی از تسفی در کنفرانس جهانی توسعه‌دهندگان اپل به‌عنوان تک‌آهنگ منتشر شد.
این تک‌آهنگ در رتبه بیست‌وچهارم جدول بیلبورد هات ۱۰۰ قرار گرفت و سپس به رتبه اول رسید، که سومین آهنگ تسفی در بین ده آهنگ برتر و اولین آهنگ شماره یک او در ایالات متحده بود.
آهنگ برای جایزه Record of the Year و بهترین اجرای پاپ انفرادی در ۵۸ امین مراسم جوایز گرمی نامزد شد.
او همچنین به‌عنوان اولین هنرمند تاریخ شناخته شد که هم‌زمان با این تک‌آهنگ‌ها، سه جایگاه اول را در جدول Hot R&B/Hip-Hop Songs بیلبورد تصاحب کرد.
علاوه بر این، او به‌عنوان یکی از چهره‌های موسیقی سرویس استریم Apple Music، همراه با دریک، معرفی شد.
در طول جوایز موسیقی ویدئویی MTV ۲۰۱۵، اپل تبلیغاتی دو قسمتی با حضور تسفی پخش کرد که جان تراولتا نیز در آن حضور داشت.
در ژوئیه، تسفی به‌عنوان هنرمند اصلی در فستیوال FVDED in the Park در سوری، بریتیش کلمبیا حضور یافت.
در ۲۹ ژوئن، تسفی در آلبوم دوم استودیویی میک میل به نام Dreams Worth More Than Money (2015) در آهنگ "Pullin Up" حضور داشت.
آلبوم Beauty Behind the Madness، دومین آلبوم استودیویی تسفی، در ۲۸ اوت ۲۰۱۵ منتشر شد و در صدر جدول بیلبورد ۲۰۰ قرار گرفت، با ۴۱۲,۰۰۰ واحد معادل آلبوم در هفته اول فروش.
این آلبوم در بیش از ده کشور در جایگاه ۱۰ اول قرار گرفت و در کانادا، استرالیا، نروژ و بریتانیا به رتبه اول رسید.
آلبوم با برگزاری اجرای اصلی تسفی در جشنواره‌های مختلف موسیقی تابستانی، از جمله Lollapalooza، Hard Summer Music Festival و Bumbershoot Festival تبلیغ شد.
او همچنین تور The Madness Fall Tour را که اولین تور بزرگ او در ایالات متحده بود، اعلام کرد. این تور در نوامبر آغاز و در دسامبر به پایان رسید.
آلبوم در ایالات متحده به‌عنوان دو پلاتین گواهی شد و ۱.۵ میلیون نسخه در سراسر جهان فروش داشت.
این آلبوم در سال ۲۰۱۵ بیشترین میزان پخش استریم را با بیش از ۶۰ میلیون استریم به دست آورد و در فهرست‌های مختلف آلبوم‌های سال قرار گرفت.
سه تک‌آهنگی که پیش از آلبوم منتشر شده بودند، در ایالات متحده به پلاتین رسیدند.
آلبوم جایزه بهترین آلبوم اوربان معاصر را دریافت کرد و برای جایزه آلبوم سال در ۵۸ امین مراسم جوایز گرمی نامزد شد.
در ۴ سپتامبر ۲۰۱۵، تسفی در آلبوم Rodeo ترویس اسکات، در آهنگ "Pray 4 Love" حضور داشت.
در ۱۰ اکتبر، تسفی در برنامه Saturday Night Live به همراه بازیگر ایمی شومر ظاهر شد و به‌عنوان مهمان موسیقی این برنامه اجرا کرد.
این اولین اجرای تسفی به‌عنوان هنرمند تنها در این برنامه بود، بعد از اینکه قبلاً با آریانا گرانده برای اجرای آهنگ "Love Me Harder" در برنامه حضور پیدا کرده بود.
در نوامبر، او تور اولیه سالن‌های بزرگ خود، The Madness Fall Tour را آغاز کرد که شامل اجراهایی در Air Canada Centre تورنتو و Madison Square Garden نیویورک می‌شد.
در ۱۸ دسامبر، تسفی در تک‌آهنگ "Might Not" از Belly که در میکس‌تیپ هشتم او به نام Up For Days منتشر شده بود، حضور داشت.
در ۱۴ فوریه ۲۰۱۶، تسفی در آلبوم هفتم استودیویی کانیه وست به نام The Life of Pablo در آهنگ "FML" حضور داشت. این دومین همکاری آنها بود، چرا که پیش از این، وست در نوشتن و تولید آهنگ "Tell Your Friends" از آلبوم Beauty Behind the Madness تسفی مشارکت داشت.
در ۱ مارس، تسفی در تک‌آهنگ "Low Life" از Future که از آلبوم چهارم استودیویی او به نام Evol بود، حضور یافت.
در ۲۳ آوریل، او در آلبوم ششم استودیویی بیانسه به نام Lemonade در آهنگ "6 Inch" مشارکت داشت.
در ۲۶ اوت، تسفی در تک‌آهنگ "Wild Love" از Cashmere Cat همراه با Francis and the Lights حضور یافت که به‌عنوان تک‌آهنگ اصلی آلبوم استودیویی اول Cashmere Cat به نام 9 (۲۰۱۷) منتشر شد.

### استاربوی و مالیخولیای عزیزم ۲۰۱۶-۲۰۱۹
در سپتامبر ۲۰۱۶، تسفی اعلام کرد که سومین آلبوم استودیویی‌اش، Starboy، در ۲۵ نوامبر منتشر خواهد شد و شامل همکاری‌هایی با دوئت الکترونیک فرانسوی دافت پانک می‌باشد که حالا دیگر منحل شده است. او تک‌آهنگ اصلی آلبوم را که شامل همکاری دافت پانک بود، در ۲۱ سپتامبر منتشر کرد. این آهنگ در رتبه ۴۰ جدول بیلبورد هات ۱۰۰ قرار گرفت و سپس به رتبه اول رسید، که سومین تک‌آهنگ شماره یک تسفی شد. تا مارس ۲۰۲۳، این آهنگ به‌عنوان الماس از سوی RIAA گواهی شده است.
دومین همکاری آنها، "I Feel It Coming"، در ۲۴ نوامبر منتشر شد. این تک‌آهنگ در رتبه چهارم جدول بیلبورد هات ۱۰۰ قرار گرفت. در ۱ اکتبر، تسفی برای دومین بار به‌عنوان مهمان موسیقی در برنامه Saturday Night Live به همراه بازیگر مارگوت رابی ظاهر شد. در طول برنامه، او آهنگ‌های "Starboy" و "False Alarm" را اجرا کرد. در ۲۳ نوامبر، او فیلم کوتاه M A N I A را منتشر کرد. این فیلم که توسط گرانت سینگر کارگردانی شده بود، بخش‌هایی از آلبوم را شامل می‌شد، از جمله قطعاتی از "All I Know" با حضور فیوچر، "Sidewalks" با حضور کندریک لامار، "Secrets" و "Die for You". پس از انتشار، آلبوم در صدر جدول بیلبورد ۲۰۰ ایالات متحده قرار گرفت و ۳۴۸,۰۰۰ واحد فروش داشت، که دومین آلبوم شماره یک تسفی به‌ طور متوالی شد. تا ژانویه ۲۰۱۹، آلبوم به‌عنوان سه‌پلاتین از سوی RIAA گواهی شده است. این آلبوم جایزه بهترین آلبوم اوربان معاصر را در ۶۰ امین مراسم جوایز گرمی دریافت کرد که دومین برد تسفی در این دسته بود.
در ۱۷ فوریه ۲۰۱۷، تسفی تور کنسرت پنجم خود را با نام Starboy: Legend of the Fall Tour آغاز کرد. این تور در حمایت از سومین آلبوم استودیویی‌اش Starboy (۲۰۱۶) بود و در ۱۴ دسامبر ۲۰۱۷ به پایان رسید. او به قاره‌های اروپا، آمریکای شمالی و جنوبی و اقیانوسیه سفر کرد. در ۱۵ فوریه ۲۰۱۷، تسفی در اولین تک‌آهنگ تجاری Nav با نام "Some Way" حضور داشت که همچنین به‌عنوان تک‌آهنگ اصلی میکس‌تیپ خودبا‌عنوان Nav منتشر شد.
در ۲۴ فوریه، او در آلبوم ششم استودیویی Future به نام Hndrxx در آهنگ "Comin Out Strong" حضور یافت. در ۱۹ آوریل، تسفی در آهنگ اصلی و دومین تک‌آهنگ از آلبوم پنجم استودیویی لانا دل ری به نام Lust for Life حضور داشت. در ۱۵ اوت، او در تک‌آهنگ "A Lie" از فرنچ مونتانا که سومین تک‌آهنگ از آلبوم دوم استودیویی او به نام Jungle Rules بود، حضور داشت. سپس در ویدئوی موسیقی آهنگ "XO Tour Llif3" از لیل اوزی ورت که توسط Virgil Abloh کارگردانی شده بود، به‌همراه Nav ظاهر شد.
بعدها او در آلبوم اول لیل اوزی ورت به نام Luv Is Rage 2 در آهنگ "UnFazed" و در آلبوم یازدهم استودیویی گوچی مین به نام Mr. Davis در آهنگ "Curve" حضور یافت.

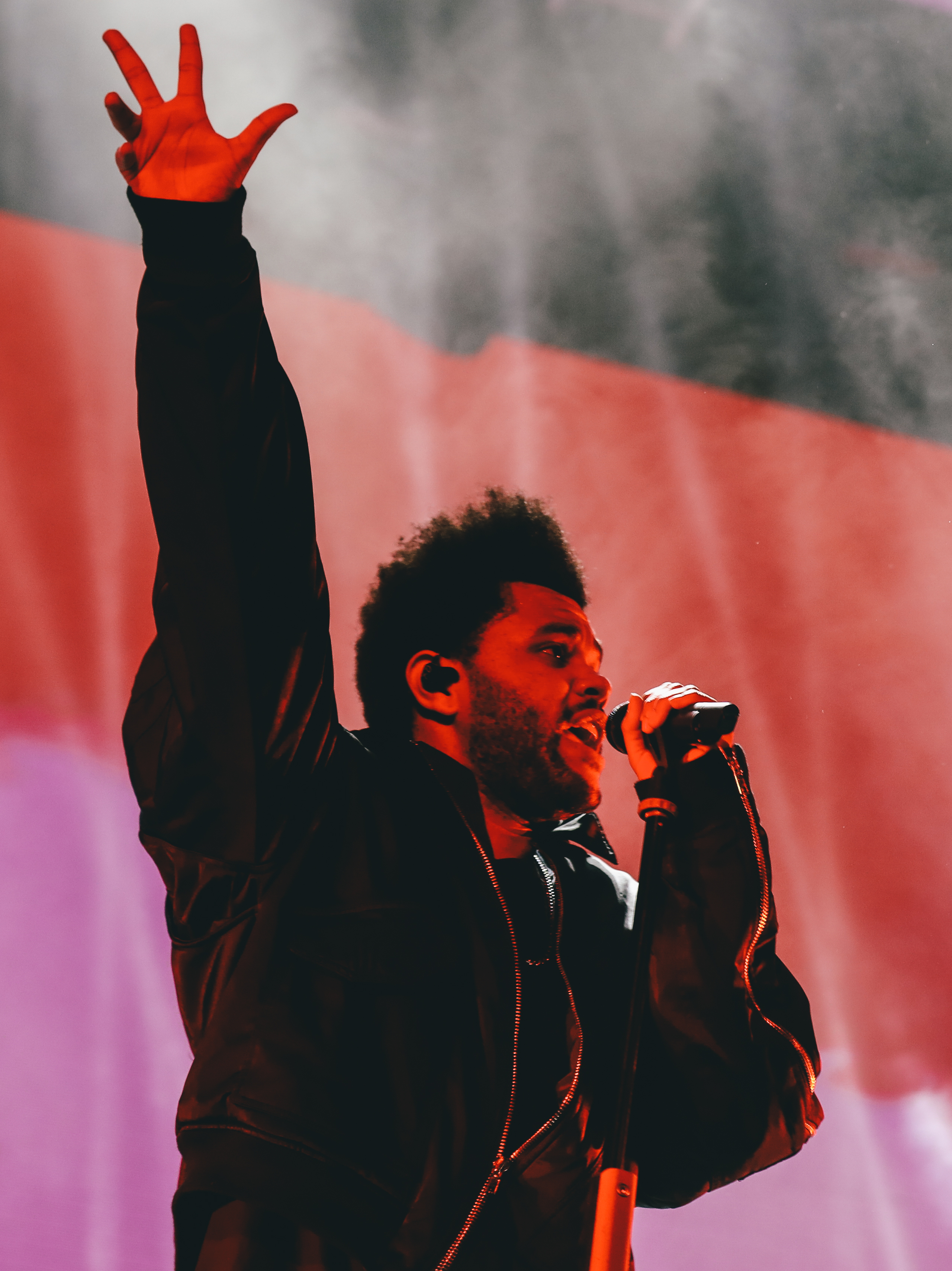
تسفی در حال اجرا در هنگ کنگ در نوامبر ۲۰۱۸

در ۲ فوریه ۲۰۱۸، تسفی در ساخت موسیقی متن فیلم Black Panther در آهنگ "Pray for Me" به‌همراه کندریک لامار همکاری کرد. این آهنگ به‌عنوان سومین تک‌آهنگ از موسیقی متن فیلم منتشر شد و در رتبه هفت جدول بیلبورد هات ۱۰۰ قرار گرفت. در ۳۰ مارس ۲۰۱۸، تسفی اولین EP خود را به نام My Dear Melancholy منتشر کرد، پس از آنکه خبرهای مربوط به این پروژه لو رفته و به‌طور غیررسمی اعلام شد. این EP در جایگاه شماره یک جدول بیلبورد ۲۰۰ قرار گرفت و ۱۶۹,۰۰۰ واحد فروش داشت، که سومین آلبوم شماره یک متوالی تسفی شد و کوتاه‌ترین آلبوم از نظر تعداد آهنگ‌ها بود که در طول هشت سال گذشته به این جایگاه رسید. در ۶ آوریل، تسفی تک‌آهنگ اصلی این EP با نام "Call Out My Name" را منتشر کرد که در رتبه چهارم جدول بیلبورد هات ۱۰۰ قرار گرفت. در ۱۳ آوریل، او برای اولین بار سرپرستی فستیوال موسیقی و هنر Coachella Valley را بر عهده گرفت. او در طول سال ۲۰۱۸ در چندین فستیوال برای حمایت از EP خود به روی صحنه رفت، از جمله فستیوال Mawazine در مراکش، Lollapalooza در شیکاگو و برلین، و همچنین کنسرتی پس از مسابقات Grand Prix ابوظبی.
در ۶ ژوئن ۲۰۱۸، تسفی برنامه رادیویی جدید خود در Apple Music 1 به نام Memento Mori را اعلام کرد. اولین قسمت دو روز بعد منتشر شد. او سپس در دو آهنگ از آلبوم سوم استودیویی ترویس اسکات به نام Astroworld حضور یافت، که عبارتند از "Skeletons" و "Wake Up" که در ۳ اوت ۲۰۱۸ منتشر شدند.
در ۲۱ نوامبر، او اولین آلبوم Greatest Hits خود با نام The Weeknd را در ژاپن منتشر کرد. برای حمایت از این آلبوم و EP خود با نام My Dear Melancholy، او تور کنسرت ششم خود، Weeknd Asia Tour را آغاز کرد، که شامل شش اجرا در آسیا در ماه‌های نوامبر و دسامبر بود. در ۱۱ ژانویه ۲۰۱۹، تسفی در آهنگ "Lost in the Fire" از Gesaffelstein که دومین تک‌آهنگ از آلبوم دوم استودیویی او به نام Hyperion بود، حضور یافت.
در ۱۸ آوریل، او تک‌آهنگ "Power Is Power" را به‌همراه SZA و ترویس اسکات منتشر کرد که تک‌آهنگ اصلی موسیقی متن الهام‌گرفته از سریال Game of Thrones بود.

### آخر شب ۲۰۱۹-۲۰۲۱
در ۲۴ نوامبر ۲۰۱۹، تسفی تک‌آهنگ خود "Blinding Lights" را از طریق یک تبلیغ مرسدس بنز معرفی کرد.
در ۲۷ نوامبر، او آهنگ "Heartless" را به‌عنوان اولین تک‌آهنگ از چهارمین آلبوم استودیویی خود منتشر کرد. این آهنگ در جایگاه سی و دوم جدول بیلبورد هات ۱۰۰ آغاز به کار کرد و در نهایت به جایگاه اول رسید، که چهارمین تک‌آهنگ شماره یک تسفی شد.
"Blinding Lights" دو روز پس از انتشار "Heartless" در ۲۹ نوامبر منتشر شد. این تک‌آهنگ در جایگاه یازدهم جدول بیلورد هات ۱۰۰ آغاز به کار کرد و به جایگاه اول رسید، که پنجمین تک‌آهنگ شماره یک تسفی شد.
"Blinding Lights" سپس به اولین آهنگ در تاریخ جدول تبدیل شد که به مدت یک سال در ده رتبه اول باقی ماند. همچنین به طولانی‌ترین آهنگ در تاریخ جدول Hot 100 توسط یک هنرمند تک‌نفره تبدیل شد و در ۹۰ هفته باقی ماند، تا اینکه در هفته ۱۱ 
سپتامبر ۲۰۲۱ به پایان رسید.
در ۲۳ نوامبر ۲۰۲۱، "Blinding Lights" به عنوان بزرگ‌ترین آهنگ تاریخ Hot 100 توسط Billboard معرفی شد و "The Twist" اثر Chubby Checker را پشت سر گذاشت.
در ۱ ژانویه ۲۰۲۳، این آهنگ به پرطرفدارترین آهنگ در Spotify تبدیل شد و ۳.۳ میلیارد استریم را به خود اختصاص داد.
در ۱۹ فوریه ۲۰۲۰، تسفی اعلام کرد که چهارمین آلبوم استودیویی‌اش با نام After Hours منتشر خواهد شد و تاریخ انتشار آن ۲۰ مارس خواهد بود. او همچنین تک‌آهنگ عنوان آلبوم را به‌عنوان تک‌آهنگ تبلیغاتی منتشر کرد.
در ۷ مارس، تسفی سومین حضور خود به‌عنوان مهمان موسیقی در برنامه Saturday Night Live را تجربه کرد و در کنار بازیگر دنیل کریگ اجرا کرد. در این برنامه، او آهنگ "Blinding Lights" را اجرا کرد و آهنگ "Scared to Live" را برای اولین بار معرفی کرد.
تسفی در ۲۴ مارس تک‌آهنگ سوم آلبوم، "In Your Eyes"، را منتشر کرد. این آهنگ به جایگاه شانزدهم در بیلبورد هات ۱۰۰ رسید.
با انتشار After Hours، این آلبوم در صدر Billboard 200 قرار گرفت و ۴۴۴,۰۰۰ واحد فروش داشت، که این امر باعث شد تسفی چهارمین آلبوم شماره یک متوالی خود را به ثبت برساند. این آلبوم همچنین تبدیل به پرفروش‌ترین آلبوم آر اند بی تمام دوران شد و از Starboy خود تسفی عبور کرد.
در اولین هفته‌ی حضور آلبوم در جدول، تسفی همچنین تبدیل به اولین هنرمندی شد که همزمان در صدر Billboard 200، Billboard Hot 100، Billboard Artist 100، Hot 100 Songwriters و Hot 100 Producers قرار گرفت و هفته‌ی بعد نیز همین جایگاه‌ها را تکرار کرد.
نسخه‌ی دلوکس After Hours در ۲۹ مارس ۲۰۲۰ منتشر شد و شامل آهنگ‌های "Nothing Compares"، "Missed You" و "Final Lullaby" بود.
در ۷ اوت ۲۰۲۰، تسفی در تک‌آهنگ "Smile" از جوس ورلد فقید که از آلبوم پست‌هوموس "Legends Never Die" منتشر شد، حضور داشت.
در ۲۸ اوت، او در تک‌آهنگ "Over Now" از کالوین هریس حضور یافت.
در ۳۰ اکتبر، تسفی در آهنگ "Off the Table" از آریانا گرانده که از آلبوم ششم او Positions منتشر شده بود، حضور یافت.
در همان روز، او در آهنگ "No Nightmares" از Oneohtrix Point Never که از آلبوم نهمش Magic Oneohtrix Point Never بود، ظاهر شد و همچنین به‌عنوان تهیه‌کننده اجرایی این آلبوم با OPN همکاری داشت.
در ۵ نوامبر، تسفی در ریمیکس آهنگ "Hawái" از مالوما حضور یافت و برای بهترین اجرای شهری/ترکیبی در 22nd Annual Latin Grammy Awards نامزد شد.
در ۱۰ دسامبر، او در جشنواره iHeartRadio's Jingle Ball اجرا کرد.
در ۵ فوریه ۲۰۲۱، تسفی دومین آلبوم بزرگ‌ترین آثار خود به نام The Highlights را منتشر کرد. این آلبوم در جایگاه دوم Billboard 200 آمریکا قرار گرفت و این امر باعث شد که تسفی بالاترین رتبه را برای آلبوم‌های کمپایل شده خود به‌دست آورد و بزرگ‌ترین شروع فروش در هفته اول برای یک آلبوم بزرگ‌ترین آثار از زمان Fully Loaded: God's Country (۲۰۱۹) به ثبت رساند.
تسفی در تاریخ ۷ فوریه ۲۰۲۱ سرپرستی نمایش نیمه‌وقت سوپر بول LV را بر عهده گرفت و به اولین هنرمند کانادایی تنها تبدیل شد که این نمایش را سرپرستی می‌کند. گزارش شده است که او ۷ میلیون دلار از پول خود را برای اجرای سوپر بول خرج کرده است. نقدها درباره این اجرا عموماً مثبت بود. این نمایش باعث افزایش قابل توجهی در پخش و دانلودهای آلبوم After Hours تسفی و همچنین هفت آهنگی شد که او در این اجرا اجرا کرد. نمایش نیمه‌وقت نامزد سه جایزه در ۷۳مین جوایز امی تلویزیونی شد: بهترین ویژه برنامه نمایشی (زنده)، بهترین طراحی نورپردازی/رهبری نورپردازی برای ویژه برنامه‌ای نمایشی و بهترین کارگردانی فنی، تصویربرداری، ویدئو کنترل برای یک ویژه برنامه.
در طول سال ۲۰۲۱، تسفی سه میکس‌تیپ خود را به شکل اصلی و با میکس‌ها و نمونه‌های اولیه منتشر کرد تا دهمین سالگرد انتشار آن‌ها را جشن بگیرد. House of Balloons اولین میکس‌تیپ بود که در مارس ۲۰۲۱ منتشر شد. انتشار دوباره Thursday در اوت ۲۰۲۱ دنبال شد و در دسامبر همان سال، Echoes of Silence نیز مجدداً منتشر شد.
در تاریخ ۲۳ آوریل، تسفی یک ریمیکس از آهنگ "Save Your Tears" با آریانا گرانده منتشر کرد که سومین همکاری آن‌ها بود. این ریمیکس آهنگ را به اوج جدول بیلبورد هات ۱۰۰ برد و در تاریخ ۸ مه ۲۰۲۱ به شماره یک رسید، که این ششمین تک آهنگ شماره یک برای هر دو هنرمند بود. او سپس در همان ماه شروع به tease کردن موسیقی جدید کرد. وقتی از او درباره آلبوم جدیدش در مصاحبه با Variety سؤال شد، او توضیح داد که "اگر آخرین آلبوم، After Hours، شب باشد، پس The Dawn در حال آمدن است". در ۱۱ مه، تسفی آهنگ "Save Your Tears" را در مراسم Brit Awards اجرا کرد. او همچنین اولین Brit Award خود را به عنوان "هنرمند مرد بین‌المللی سال" دریافت کرد که توسط میشل اوباما، بانوی اول سابق ایالات متحده، به او اهدا شد. در ۲۴ مه، تسفی آهنگ "Save Your Tears" را در Billboard Music Awards اجرا کرد. او برای ۱۶ جایزه نامزد شده بود و ۱۰ جایزه از جمله "هنرمند برتر" و "بهترین آهنگ هات ۱۰۰" را برد. هنگام دریافت جوایزش، تسفی به tease کردن موسیقی جدید ادامه داد و گفت: "After Hours تمام شده است و The Dawn در حال آمدن است". در ۲۸ مه، او ریمیکس "Save Your Tears" را در iHeartRadio Music Awards با آریانا گرانده اجرا کرد. در ۲۵ ژوئن، تسفی در تک‌آهنگ "You Right" از دوجا کت از آلبوم سومش Planet Her ظاهر شد. در ۲۲ ژوئیه، او در تک‌آهنگ "Better Believe" از بیلی با یانگ تاگ از آلبوم سومش See You Next Wednesday حضور یافت.

### دان اف ام ۲۰۲۱-۲۰۲۳
در ۲ اوت ۲۰۲۱، تسفی یک بخش از موسیقی جدید را در رسانه‌های اجتماعی منتشر کرد. او همچنین روی جلد شماره سپتامبر ۲۰۲۱ مجله GQ قرار گرفت که اولین شماره جهانی این مجله بود. سپس، در همکاری با NBC Sports و بازی‌های المپیک تابستانی ۲۰۲۰، تسفی تک‌آهنگ "Take My Breath" خود را اعلام کرد که در ۶ اوت منتشر شد. در اواخر آن ماه، او در آلبوم دهم کانیه وست، Donda، در آهنگ "Hurricane" حضور یافت که جایزه "بهترین اجرای ملودیک رپ" را در ۶۴مین مراسم جوایز گرمی برد.

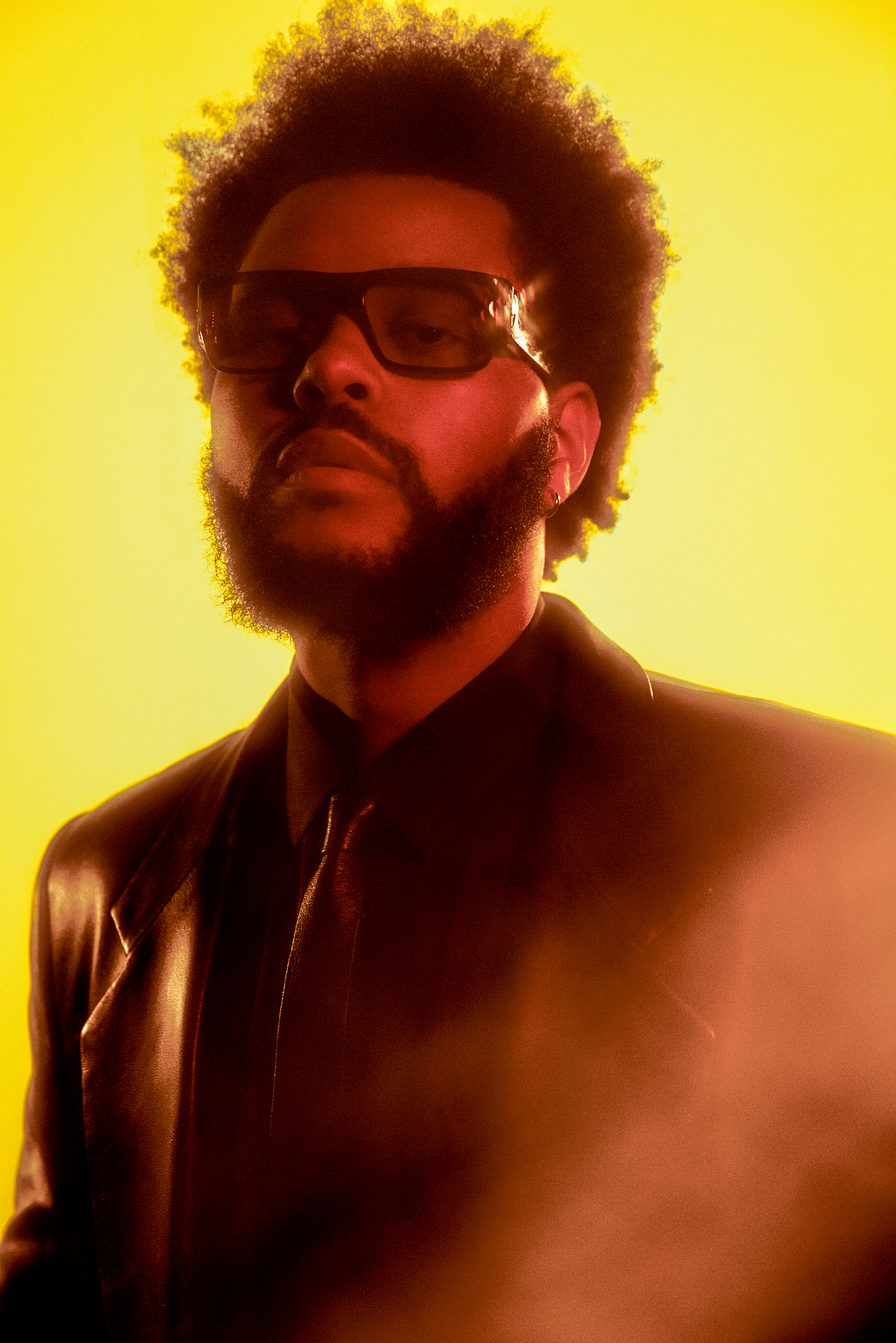
د ویکند در آگست ۲۰۲۱

در ۴ اکتبر ۲۰۲۱، در یکی از قسمت‌های Memento Mori، تسفی فاش کرد که آلبوم پنجم خود را تکمیل کرده است و منتظر "چند شخصیت کلیدی در داستان" است. در ۱۸ اکتبر، تسفی اعلام کرد که تور آینده‌اش که ابتدا After Hours Tour نامیده می‌شد، به دلیل محدودیت‌های سالن‌ها، به طور کامل در استادیوم‌ها برگزار خواهد شد و قرار است از ژوئیه ۲۰۲۲ آغاز شود. این تور به After Hours til Dawn Tour تغییر نام داد و شامل عناصری از آلبوم‌های چهارم و پنجم او خواهد بود.
در ۲۲ اکتبر ۲۰۲۱، تسفی در تک‌آهنگ "Moth to a Flame" از گروه Swedish House Mafia که از آلبوم استودیویی اولشان Paradise Again بود، حضور داشت. در ۵ نوامبر، او در تک‌آهنگ "One Right Now" از پست مالون که از آلبوم استودیویی چهارم او به نام Twelve Carat Toothache بود، حضور داشت. در ۱۱ نوامبر، تسفی در تک‌آهنگ "La Fama" از روزالیا که از آلبوم استودیویی سوم او به نام Motomami بود، حضور داشت. در ۱۶ دسامبر، تسفی در تک‌آهنگ "Tears in the Club" از اف‌کی‌ای تویگز که از میکس‌تیپ اول او به نام Caprisongs بود، حضور داشت. روز بعد، در ۱۷ دسامبر، او در تک‌آهنگ "Poison" از آلیا که از آلبوم پساهمی او به نام Unstoppable بود، حضور داشت.
تسفی آلبوم استودیویی پنجم خود به نام Dawn FM را در تاریخ ۷ ژانویه ۲۰۲۲ منتشر کرد. پس از انتشار، آلبوم در جایگاه دوم جدول بیلبورد ۲۰۰ قرار گرفت و با ۱۴۸,۰۰۰ واحد فروش وارد شد، که این امر هشتمین ورود به ده رتبه اول و دومین آلبوم غیرمتوالی او بود که در جایگاه دوم قرار گرفت. او همچنین رکورد بیشترین ورودی هم‌زمان برای یک هنرمند مرد سولوی در جدول Billboard Global 200 را با ۲۴ آهنگ هم‌زمان در این چارت شکست. علاوه بر "Take My Breath"، آلبوم Dawn FM از تک‌آهنگ‌های "Sacrifice" و "Out of Time" نیز حمایت شد. در تاریخ ۲۶ فوریه، تسفی برنامه ویژه موسیقی The Dawn FM Experience را در همکاری با آمازون پخش کرد.
در تاریخ ۲۰ مارس ۲۰۲۲، تسفی در یک قسمت از کارتون The Simpsons بازی کرد. در تاریخ ۱۸ آوریل، او برای دومین بار به عنوان سرپرست جشنواره موسیقی و هنرهای کواچلا به صحنه رفت و در کنار گروه سوئدی Swedish House Mafia اجرا کرد. در ۲۶ ژوئیه ۲۰۲۲، تسفی اعلام کرد که به عنوان میزبان خانه وحشت در Universal Studios Florida و Hollywood در جشن‌های Halloween Horror Nights که هر سال در هالووین برگزار می‌شود، شرکت خواهد کرد. تسفی همچنین در آهنگ "Creepin'" از آلبوم Heroes & Villains توسط Metro Boomin که در ۲ دسامبر ۲۰۲۲ منتشر شد، حضور داشت. آهنگ "Nothing Is Lost (You Give Me Strength)" که برای فیلم Avatar: The Way of Water ساخته شده بود، در تاریخ ۱۶ دسامبر ۲۰۲۲ منتشر شد.
در تاریخ ۲۴ فوریه ۲۰۲۳، پس از ماه‌ها علاقه‌مندی و محبوب شدن آهنگ ۲۰۱۶ تسفی با عنوان "Die for You" که از سال ۲۰۲۲ در حال چارت شدن بود و شش سال بعد از انتشار خود به پیک جدیدی در رتبه ۶ بیلبورد هات ۱۰۰ رسید، ریمیکس این آهنگ با همکاری آریانا گرانده منتشر شد. این ریمیکس چهارمین همکاری آنها بود. در شماره Billboard Hot 100 تاریخ ۱۱ مارس ۲۰۲۳، ریمیکس به رتبه اول چارت رسید و این موفقیت به هر دو هنرمند هفتمین آهنگ شماره یک خود را داد. در ۲۷ فوریه ۲۰۲۳، پس از موفقیت ریمیکس، تسفی به اولین هنرمند تبدیل شد که بیش از ۱۰۰ میلیون شنونده ماهانه در Spotify دارد.
در تاریخ ۳ مارس ۲۰۲۳، تسفی اولین آلبوم زنده خود با عنوان Live at SoFi Stadium را منتشر کرد. این آلبوم شامل ضبط‌هایی از فیلم کنسرت HBO با همین نام است که آخرین کنسرت از بخش آمریکای شمالی تور After Hours til Dawn Tour در استادیوم SoFi را به نمایش می‌گذارد. سپس تسفی در چهار آهنگ از آلبوم 4:23 مایک دین به نام‌های "Artificial Intelligence"، "Defame Moi"، "More Coke!!"، و "Emotionless" که در تاریخ ۲۹ آوریل ۲۰۲۳ منتشر شد، حضور داشت. در مه ۲۰۲۳، تسفی اعلام کرد که قصد دارد نام "The Weeknd" را کنار بگذارد و به جای آن با نام تولد خود به اجرا بپردازد یا ممکن است نام مستعار جدیدی را انتخاب کند. او توضیح داد که آلبوم آینده‌اش احتمالاً به عنوان "آخرین خداحافظی" با این نام خواهد بود.

### آیدل و فردا عجله کن ۲۰۲۳-اکنون
تسفی به همراه سم لوینسون، سریال درام The Idol را برای HBO خلق کرد و در کنار لیلی-رز دپ در این سریال به ایفای نقش پرداخت. این سریال در جشنواره فیلم کن ۲۰۲۳ بدون رقابت به نمایش درآمد و به دلیل نمایش صریح برهنگی و محتوای جنسی در آن با واکنش‌های منفی زیادی مواجه شد. این سریال با نقدهای منفی گسترده از سوی منتقدان روبه‌رو شد. The Hollywood Reporter اظهار داشت که سریال ادعاهایی را تأیید می‌کند که به جای نقد ظریف طبیعت misogynistic و شکارچیانه صنعت، The Idol تبدیل به یک داستان عشق ممنوعه شد — چیزی شبیه به فانتزی یک مرد سمی، و آن را "بازگشتی به عقب به جای پیشروی" توصیف کرد. تسفی نیز نقدهای منفی درباره بازیگری خود دریافت کرد، به طوری که منتقد رابرت دانیلز از The Playlist نوشت: "تسفی همچنین بازیگر بدی است. او فاقد راحتی، gravitas، کاریزما و جذابیتی است که بتواند کشش جوسلین به او را منطقی کند. در بیشتر صحنه‌ها، تسفی یا زیر نور کم، پوشش مزاحم یا دیالوگ‌های دوبله‌شده پنهان می‌شود." در ۲۸ اوت ۲۰۲۳، HBO اعلام کرد که پس از یک فصل، The Idol لغو شده است.
در ۸ ژوئن ۲۰۲۳، تسفی اعلام کرد که مجموعه‌ای از EPها با موسیقی از The Idol منتشر خواهد کرد. این EPها که ابتدا قرار بود به عنوان یک آلبوم موسیقی متن منتشر شوند، پس از پخش هر قسمت از سریال منتشر شدند و شامل همکاری‌هایی با فیوچر، پلی‌بوی کارتی، مدونا، لیل بیبی، لیلی-رز دپ و جنی از گروه دخترانه کره‌ای بلک‌پینک بودند. سپس در ماه ژوئن، تسفی دعوتنامه‌ای از آکادمی دریافت کرد تا به عضویت آن درآید.
در ۲۱ ژوئیه، تسفی در تک‌آهنگ اصلی تراویس اسکات به نام "K-pop" از آلبوم چهارم او Utopia حضور یافت و سپس در آهنگ دیگری از این آلبوم به نام "Circus Maximus" هم ظاهر شد. تسفی در ۱۵ سپتامبر در تک‌آهنگ "Another One of Me" از دیدی نیز حضور داشت، که آن را به عنوان "آخرین همکاری" خود معرفی کرد، با وجود همکاری‌های متعددش با مترو بومین و فیوچر در سال ۲۰۲۴.
تسفی اولین بار در سال ۲۰۲۲ از دنباله آلبوم Dawn FM خبر داد و به طرفدارانش گفت: "[آیا می‌دانید... که شما در حال تجربه یک سه‌گانه جدید هستید؟]" از طریق توییتر. در ۸ ژانویه ۲۰۲۴، او با ارسال تصاویری از دو آلبوم آخر خود و یک علامت سؤال در شبکه‌های اجتماعی‌اش، به انتشار آلبوم جدیدش اشاره کرد. در ۲۲ مارس ۲۰۲۴، او در آهنگ "Young Metro" از آلبوم مشترک فیوچر و مترو بومین با عنوان We Don't Trust You و چندین آهنگ دیگر از آلبوم We Still Don't Trust You این دو هنرمند حضور داشت.
در تاریخ ۱۷ ژوئیه ۲۰۲۴، تسفی یک کنسرت یک‌شبه در سائو پائولو، برزیل، که قرار بود در ۷ سپتامبر ۲۰۲۴ برگزار شود، اعلام کرد. او سه روز قبل از کنسرت، نام آلبوم ششم خود به نام "Hurry Up Tomorrow" را اعلام کرد.
او پس از انتشار سه تک آهنگ Dancing In The Flames و  Timeless با همکاری پلی بوی کارتی و São Paulo با همکاری آنیتا سر انجام در ۲۷ نوامبر ۲۰۲۴ در توییتر تاریخ رسمی انتشار آلبوم خود "Hurry Up Tomorrow" را ۲۴ ژانویه ۲۰۲۵ اعلام کرد.
همچنین در ۲۰ دسامبر ۲۰۲۴ تاریخ رسمی اکران فیلم هیجان انگیز و روانشناختی "Hurry Up Tomorrow" با بازی تسفی، جنا اورتگا و بری کیوگن و به کارگردانی ترِی ادوارد شالتس ۱۶ مه ۲۰۲۵ اعلام شد.

## دیسکوگرافی
آلبوم‌های استودیویی
- سرزمین بوسه (۲۰۱۳)
- زیبایی پشت دیوانگی (۲۰۱۵)
- استاربوی (۲۰۱۶)
- آخر شب (۲۰۲۰)
- دان اف‌ام (۲۰۲۲)
- فردا عجله کن (۲۰۲۵)

## فیلم‌شناسی
- سفر مایکل جکسون از موتاون به غیرمعمول (۲۰۱۶)
- جواهرات تراش‌نخورده (۲۰۱۹)
- نمایش بین دو نیمه سوپر بول ۵۵ (۲۰۲۱)
- آیدل (۲۰۲۲–اکنون)